# Rifugio Vittorio Emanuele II
Rifugio Vittorio Emanuele II – schronisko turystyczne położone na wysokości 2735 m n.p.m. w Parku Narodowym Gran Paradiso w Alpach Graickich we Włoszech.
Schronisko wybudowane w 1884 roku i rozbudowane w 1954 nazwano na cześć Wiktora Emanuela II – króla Włoch, założyciela parku. Do schroniska prowadzi kręta droga wznosząca się od kempingu w miejscowości Pont (1960 m n.p.m.). Czas potrzebny na przejście to około 2 godzin. W głównym budynku schroniska dostępna jest restauracja, miejsca noclegowe, toalety z bieżącą wodą. Większość zapasów koniecznych do funkcjonowania placówki dostarczana jest na grzbiecie osłów i mułów. Schronisko jest punktem wyjścia dla osób udających się na Gran Paradiso – najwyższy szczyt w tej części Alp – oraz inne okoliczne wierzchołki (Tresenta, Ciarforon, Monciar). Jest też punktem docelowym dla wielu wycieczek. W weekendy posiada znaczne obłożenie.

## Okoliczne szczyty

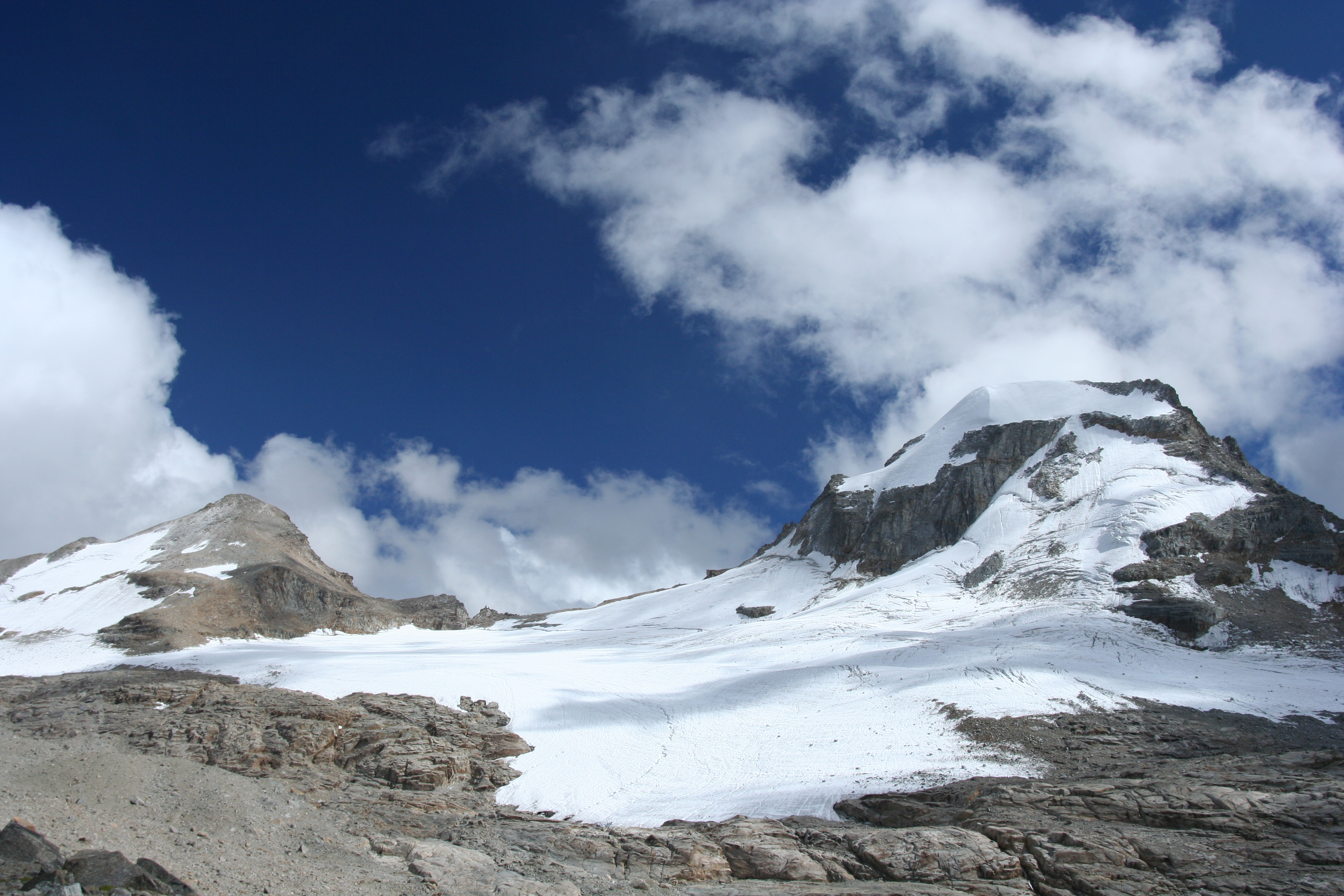
Tresenta (3608 m) i Ciarforon (3642 m)
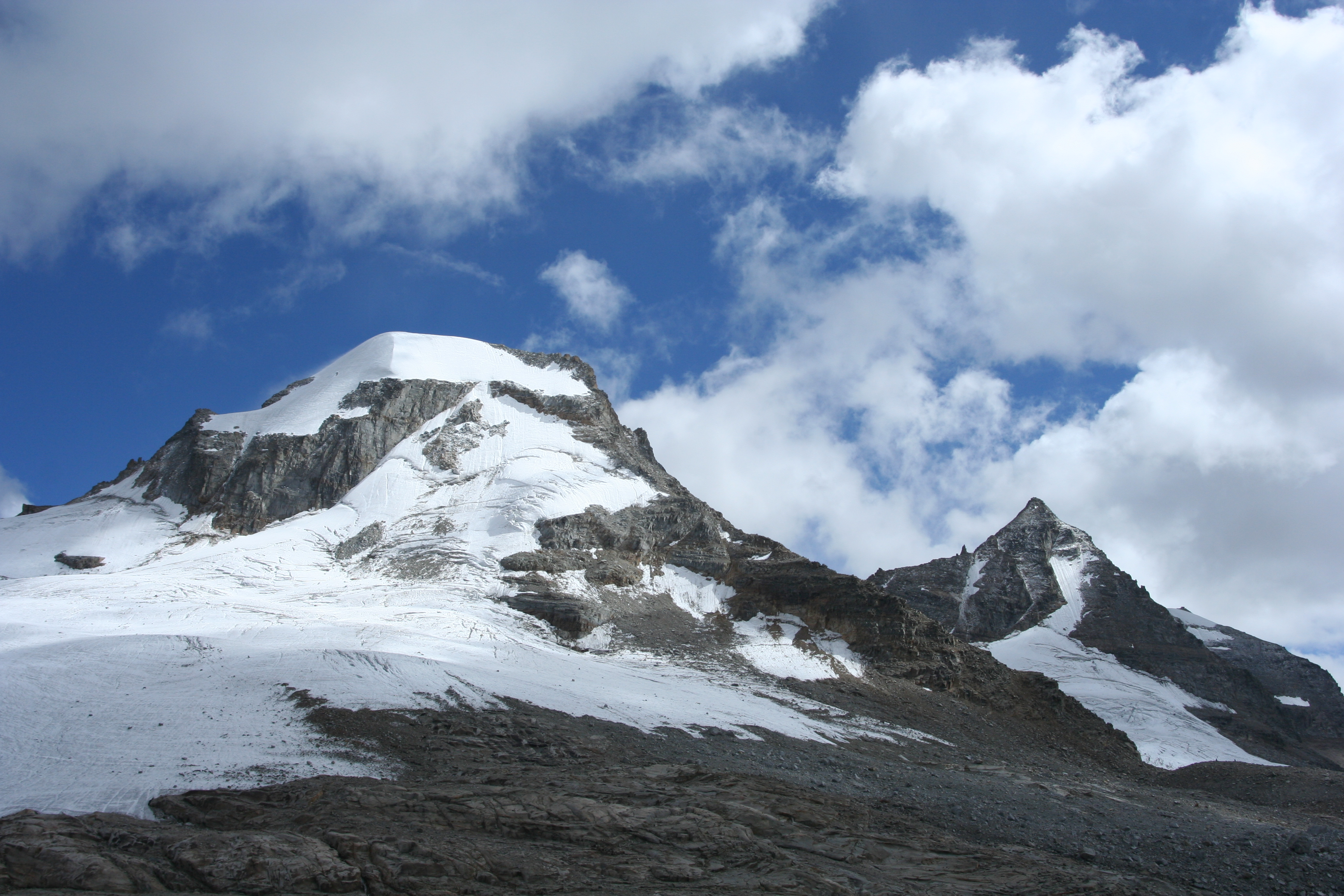
Ciarforon (3642 m) i Monciar (3544 metres)
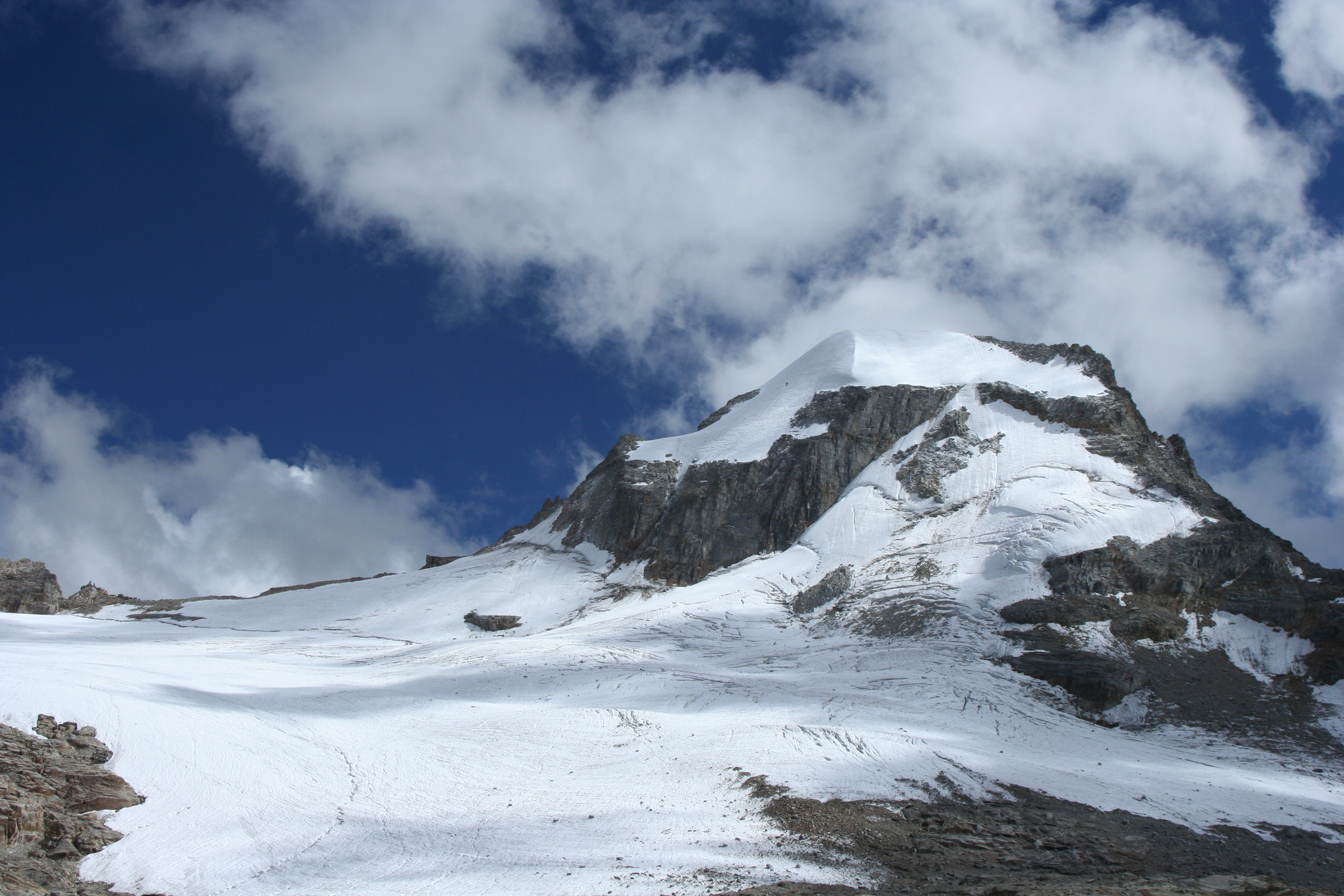
Ciarforon
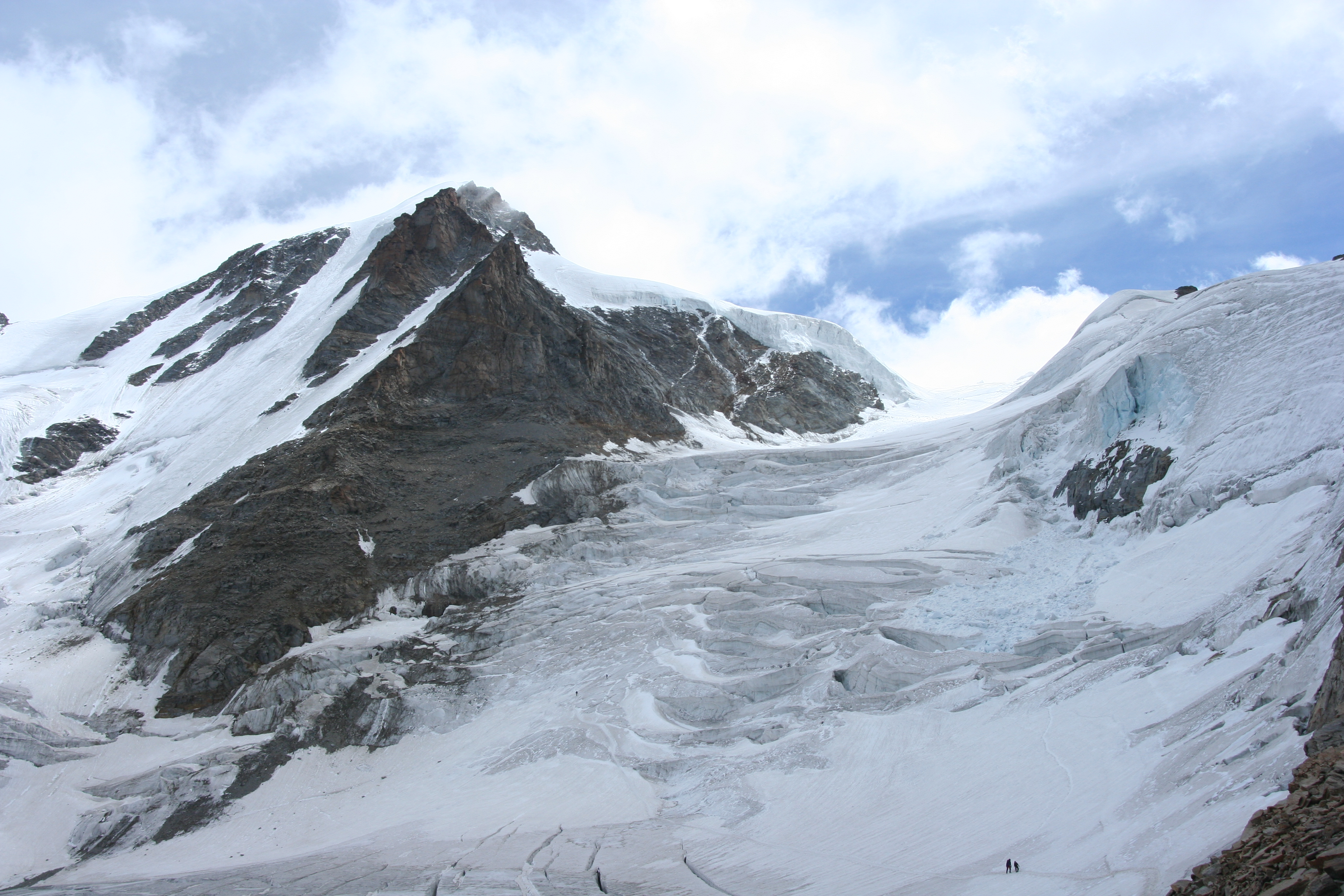
Gran Paradiso (4069 m)